# Гданьск-Главный
Гданьск-Главный (пол. Gdańsk Główny) — самая большая пассажирская железнодорожная станция в Гданьске. Расположена на маршруте Тчев — Гдыня. Вокзал станции Гданьск-Главный — памятник архитектуры, расположен на улице Подвале Гродзке, в Старом городе Гданьска.
Обслуживает поезда как внутреннего, так и международного сообщения. На станции останавливаются пассажирские поезда всех категорий. Большинство маршрутов SKM имеет пунктом отправления станцию Гданьск-Главный. Согласно классификации PKP, вокзал станции имеет самую высокую в Польше категорию „Премиум“.

## Расположение
Станция расположена в самом центре города, по адресу улица Подвале Гродзке, дом 2. Станция Гданьск-Главный является частью важного транспортно-пересадочного узла, связывающего железнодорожные, автобусные и трамвайные перевозки. Здание железнодорожного вокзала соединено подземным переходом с автобусным вокзалом, расположенным на улице 3-го Мая.
На противоположной стороне улицы находится гостиница «Скандик» (прежние названия „Hotel Monopol“, „Hotel Holiday Inn“). До 1945 года зданий подобного типа в этом месте было больше. Однако в ходе бомбардировок города весной 1945 года были разрушены расположенные по соседству от «Скандика» здания гостиниц «Континеталь», «Гранд отель Рейхсхоф» и «Норддойчер Хоф», которые после войны не восстанавливались, а их развалины были окончательно снесены в начале 1960-х годов.

## История

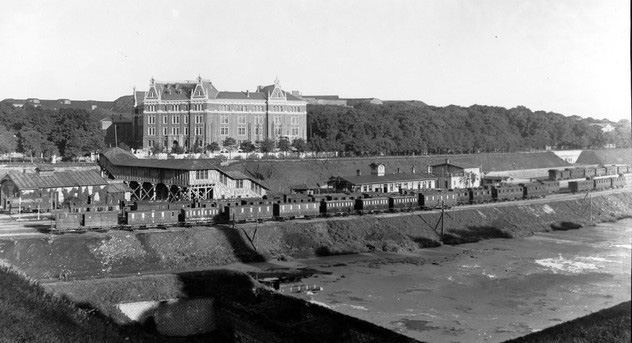
Вокзал Гданьск-Брама Выжинна,
ныне не существующий (1890-е гг.)

Первая железнодорожная линия в Данциге была открыта в 1852 году. Первым железнодорожным вокзалом Гданьска стала станция Гданьск-Брама Низинна, располагавшаяся в Старом городе на улице Торуньской, неподалеку от Нижних ворот (которые и дали ей название), внутри городских крепостных укреплений.
Вскоре, однако, выяснилось, что эти укрепления мешают развитию и расширению станции, а также продлению линии в порт Гданьска, развитие которого в значительной степени зависело от связи его с железными дорогами Германской империи. Поэтому в 1867 году была проведена новая линия, ведущая в порт, оставляющая станцию Гданьск-Брама Низинна к югу. В районе современного Главного железнодорожного вокзала, на новой линии была построена временная пассажирская станция Гданьск-Брама Выжинна. Рядом со станцией располагались Верхние ворота, давшие ей название.
Однако и для этой станции городские укрепления стали препятствием к развитию. Так, вход на этот вокзал Гданьск-Брама Выжинна был возможен только с запада, с так называемого «Променада» (ныне это улица 3 Мая), ибо к востоку от станции располагались городские стены и ров. Дальнейшее развитие станции стало возможным только по ликвидации данных оборонительных сооружений.
После их сноса было возведено современное здание железнодорожного вокзала. Оно строилось в течение 1894—1900 гг., официальное открытие его состоялось 30 октября 1900 года. Старый вокзал Гданьск-Брама Выжинна был закрыт 30 октября 1896 года и был снесён в ходе строительства нового вокзала.
Новый вокзал получил немецкое название „Danzig Hauptbahnhof“ — по немецкому названию города (Данциг), входившего на тот момент в состав Германской империи. Это же название сохранялось и в период существования Вольного города Данцига (1920—1939), и в ходе последующей немецкой оккупации, до освобождения Гданьска Красной армией 31 марта 1945 года, после чего, в связи с возвращением города в состав Польши, получил современное польское название „Gdańsk Główny“.
Весной 1945 года вокзал, как и вся станция, претерпел серьезные разрушения в ходе боевых действий, избежала разрушений лишь башня. Вокзал был восстановлен в послевоенные годы.
2 января 1952 открыта новая железнодорожная линия SKM — городской электрички Труймяста, которая следует параллельно старой железнодорожной линии между Гданьском и Гдыней.
В 2014 году компания Польские государственные железные дороги (PKP) начала подготовку к масштабной реконструкции здания вокзала и пассажирской станции. Сметные расходы на реконструкцию первоначально составляли около 50 млн. злотых, а срок выполнения работ предполагался в 18 месяцев. Однако затем расходы выросли до 70 миллионов, впоследствии увеличившись до  83,4 миллионов, а окончательный контракт на выполнение работ со строительной компанией Мостосталь Варшава был заключен на сумму 99,6 млн. злотых. 27 августа 2019 года PKP подписала контракт с  компанией Мостосталь Варшава на реконструкцию станции. Работы начались в середине сентября 2019 года.

## Инфраструктура

### Вокзал
Здание вокзала построено в 1894—1900 годах. Архитекторами станционного комплекса являются Александр Рундел, Пауль Томер и Георг Цуны.
Вокзал построен в стиле так называемого «Гданьского ренессанса», являющегося эклектичным сочетанием архитектурных форм эпохи Возрождения и барокко (историзм). Здание вокзала и башня были построены из кирпича и богато украшены песчаником из Вартковице.
Торжественное открытие здания вокзала состоялось 30 октября 1900 года. Башня с часами, высотой 50 м, построена позже, в 1900—1903 годах, по архитектуре напоминает церковь святой Екатерины в Старом городе — старейшую церковь Гданьска. Циферблаты диаметром 3,25 м размещены на высоте 25,6 м. До электрификации железной дороги башня также выполняла функцию водонапорной башни, причем оборудование было встроено в здание таким образом, что данная функция была абсолютно незаметна для стороннего взгляда.
По данному проекту в 1907 году построен также вокзал на станции Кольмар во Франции, являющийся, по существу, «братом-близнецом» вокзала в Гданьске. Связано это с тем, что на момент строительства вокзала Эльзас, где расположен город Кольмар, равно как и Гданьск (называвшийся тогда Данциг), входил в состав Германской империи.
|  |  |

### Станция
По номенклатуре PKP через станцию Гданьск-Главный проходят 5 железнодорожных линий.
На всей станции Гданьск-Главный используются только светофоры, все пути электрифицированы. Главная диспетчерская СЦБ находится в конце перрона № 4.